# Episodi di Frasier (serie televisiva 2023) (prima stagione)
La prima stagione della serie televisiva Frasier, composta da 10 episodi, è stata pubblicata negli Stati Uniti sulla piattaforma Paramount+ dal 12 ottobre al 7 dicembre 2023.
In Italia la stagione è stata pubblicata sempre su Paramount+ dal 13 ottobre all'8 dicembre 2023.
| n° | Titolo originale      | Titolo italiano          | Pubblicazione USA | Pubblicazione Italia |
| -- | --------------------- | ------------------------ | ----------------- | -------------------- |
| 1  | The Good Father       | Il buon padre            | 12 ottobre 2023   | 13 ottobre 2023      |
| 2  | Moving In             | Trasloco                 | 12 ottobre 2023   | 13 ottobre 2023      |
| 3  | First Class           | Prima lezione            | 19 ottobre 2023   | 20 ottobre 2023      |
| 4  | Trivial Pursuits      | Attività insignificanti  | 26 ottobre 2023   | 27 ottobre 2023      |
| 5  | The Founders' Society | La società dei fondatori | 2 novembre 2023   | 3 novembre 2023      |
| 6  | Blind Date            | Appuntamento al buio     | 9 novembre 2023   | 10 novembre 2023     |
| 7  | Freddy's Birthday     | Il compleanno di Freddy  | 16 novembre 2023  | 17 novembre 2023     |
| 8  | The B Story           | La prima B della vita    | 23 novembre 2023  | 24 novembre 2023     |
| 9  | The Fix Is In         | Tutto si aggiusta        | 30 novembre 2023  | 1º dicembre 2023     |
| 10 | Reindeer Games        | Il gioco delle renne     | 7 dicembre 2023   | 8 dicembre 2023      |

## Il buon padre
- Titolo originale: The Good Father
- Diretto da: James Burrows
- Scritto da: Joe Cristalli e Chris Harris

### Trama
Accompagnato da suo nipote David, Frasier Crane torna a Boston dopo il funerale di suo padre e la sua rottura da Charlotte per tenere una conferenza ospite all'Università di Harvard come favore a un suo vecchio compagno di classe universitario, Alan Cornwall. Mentre è in città, si imbatte in suo figlio Frederick, ora un vigile del fuoco di Boston, e la compagna di stanza di Freddy, Eve, che Frasier presume sia la fidanzata di Freddy. La relazione di Frasier con Freddy è stata tesa da quando Freddy ha abbandonato Harvard ed è stata ulteriormente tesa da quando Freddy non ha partecipato al funerale di Martin. Mentre Frasier cerca di riconnettersi con Freddy, il capo di Alan, Olivia, cerca di reclutarlo per insegnare ad Harvard e Freddy nasconde le sue condizioni di vita con Eve e suo figlio neonato John. Alla fine, Freddy ammette che Eve era la fidanzata del padre di John, un collega vigile del fuoco caduto nella linea del dovere, e che non ha partecipato al funerale di Martin a causa dell'angoscia mentale della colpa del suo sopravvissuto. Frasier decide rapidamente di accettare il lavoro ad Harvard e compra il condominio di Eve e Freddy per far parte della vita di suo figlio.
- Curiosità: questo episodio è dedicato alla memoria di John Mahoney, morto il 4 febbraio 2018. In un altro tributo, il pub in cui lavora Eve e gli altri personaggi si incontrano spesso si chiama "Mahoney's Taphouse".

## Trasloco
- Titolo originale: Moving In
- Diretto da: James Burrows
- Scritto da: Stephen Lloyd

### Trama
Frasier cerca di convincere Freddy a lasciare l'appartamento di Eve e trasferirsi nel suo. Eve è ansiosa che Freddy accetti poiché, sebbene sia grata per il sostegno di Freddy da quando il suo ragazzo è morto, le abitudini di Freddy la fanno impazzire. Sorgono rapidamente scontri tra padre e figlio quando l'arredamento e i gusti di Freddy si scontrano con quelli di Frasier tanto quanto Frasier ha fatto con suo padre. Olivia è ansiosa di promuovere il fatto che Frasier ora insegna ad Harvard finché Frasier non usa inconsapevolmente metafore in presenza di un giornalista che fanno sembrare che abbia ucciso suo figlio. Nel frattempo, Eve inizia a fare affidamento su Frasier quando scopre che la sua voce fa addormentare il suo bambino, una dipendenza che Frasier interpreta erroneamente come interesse romantico.

## Prima lezione
- Titolo originale: First Class
- Diretto da: Kelly Park
- Scritto da: Lauren Houseman

### Trama
La carriera di insegnante di Frasier ad Harvard inizia in modo difficile, spingendo Olivia a dedicarsi ai suoi anni come conduttore del talk show diurno "Dr. Crane" per suscitare l'interesse degli studenti. Imbarazzato da questo e desideroso della serietà del mondo accademico, Frasier arruola Eve per frequentare la sua lezione sotto copertura e guidare furtivamente la sua conferenza lontano dallo spettacolo; questo fallisce quando inizia a discutere apertamente con David, che si sente offeso per non essere stato invitato a prendere parte. In seguito, Olivia aiuta a sollevare lo spirito di Frasier ricordandogli il bene che sta già ottenendo e rivelando l'impatto che il suo spettacolo ha avuto su di lei nella sua giovinezza.

## Attività insignificanti
- Titolo originale: Trivial Pursuits
- Diretto da: Kelsey Grammer
- Scritto da: Bob Daily

### Trama
Frasier, Olivia e Alan partecipano a una serata a quiz con Freddy e la sua caserma dei pompieri, dove Freddy interpreta i commenti di Frasier sulla sua performance come un affronto alla professione che ha scelto. Su suggerimento di Eve, Freddy invita Frasier a trascorrere la giornata alla caserma dei pompieri per vedere cosa comporta effettivamente il suo lavoro, ma la cosa si ritorce contro quando Frasier va d'accordo con gli altri vigili del fuoco (a parte il loro animale domestico  dalmata) e riesce a cavalcare solo per una banale chiamata. . Quando scoppia un grande incendio , Frasier ammette a Eve che il suo apparente disprezzo per la carriera di Freddy è motivato dalla paura di perderlo come temeva di perdere suo padre da bambino. Nel frattempo, Alan e Olivia cercano di convincere Eve che aveva torto riguardo alle risposte alle curiosità, mentre i vigili del fuoco di Freddy presumono che David sia un orfano senza casa quando si presenta scarmigliato e affamato (era rimasto intrappolato nel seminterrato della biblioteca durante il fine settimana) e menziona che i suoi genitori non sono qui.

## La società dei fondatori
- Titolo originale: The Founders' Society
- Diretto da: Phill Lewis
- Scritto da: Farhan Arshad

### Trama
Frasier, Alan e Olivia sono invitati a unirsi alla Società dei Fondatori, un club d'élite dei docenti più illustri di Harvard. Formano un'alleanza per cercare di farsi accettare a vicenda, ma Alan si ritrova in mano un guanto medievale e Olivia è costretta a mettersi in proprio dopo aver sentito che sono aperte solo due posizioni e induce gli altri due a parlare con un cameriere. dicendo che è il preside. Alla fine, Olivia e Frasier vengono accettati mentre Alan ammette che apprezza la loro amicizia. Nel frattempo, il tentativo di David di corteggiare Eve è così grave che Freddy ed Eve gli danno un corso accelerato sull'interazione con le donne, con risultati sia prevedibili che imprevedibili.

## Appuntamento al buio
- Titolo originale: Blind Date
- Diretto da: Kelly Park
- Scritto da: Joe Cristalli

### Trama
Frasier e Freddy accettano entrambi di farsi organizzare appuntamenti al buio da Eve; per neutralizzare lo snobismo di Frasier e la paura dell'intimità di Freddy, Eve non dice loro nulla sui loro appuntamenti. Quando una donna di nome June si presenta alla porta dei Crane, trova rapidamente un terreno comune con entrambi, portando a tentativi di scoprire con chi è stata effettivamente fidanzata. Alla fine si scopre che June era pensata per Freddy, ma finisce per piacerle di più Frasier. Alla fine, arriva l'appuntamento di Frasier e Frasier vuole pensare a quale donna vuole inseguire. Quando le donne lo scoprono, se ne vanno entrambe disgustate. Nel frattempo Eve invita Alan e Olivia a uno spettacolo teatrale sperimentale scritto da una sua amica, che anche lei ammette essere terribile.

## Il compleanno di Freddy
- Titolo originale: Freddy's Birthday
- Diretto da: Kelsey Grammer
- Scritto da: Sasha Stroman

### Trama
Finalmente avviene l'inevitabile ricongiungimento tra Frasier e la sua famigerata ex moglie Lilith, con grande orrore di Freddy. Rendendosi conto che i loro continui battibecchi lo porteranno solo a escluderli entrambi dalla sua vita, i due accettano di partecipare entrambi alla sua festa di compleanno e di cercare di mantenere le cose civili. Alla festa, Lilith e Frasier iniziano una prevedibile lotta su chi conosce meglio il loro figlio. Dopo aver quasi ceduto a qualunque piccola scintilla rimanga tra loro, decidono di separare i programmi familiari per risparmiare a Freddy il dramma. Nel frattempo, Alan cerca disperatamente di rinfrescare la memoria di Lilith, con risultati esilaranti, mentre David ed Eve cercano di rendere la festa più piacevole.

## La prima B della vita
- Titolo originale: The B Story
- Diretto da: Kelsey Grammer
- Scritto da: Miles Woods

### Trama
Frasier è felice di scoprire che, quando è ubriaco, Freddy abbandona le sue affettazioni da classe operaia e diventa uno snob iperintelligente ed erudito. Eve cerca di convincere Frasier a fare qualcosa per le api che hanno infestato l'ingresso del loro edificio, ma Frasier diventa iper-fissato nell'ottenere il grado di professore nonostante la sua mancanza di esperienza accademica. Olivia accetta di aiutare, ma l'ossessione di Frasier e una serie di errori comici portano il comitato di mandato a credere che sia un ubriacone. Nel frattempo, Frasier dà a David una B su una tesina , cosa che scatena in lui una crisi esistenziale, finché anche lui non viene a sapere del cambiamento di personalità di Freddy da ubriaco. Il risultato finale è una B− che insulta così tanto Freddy che decide di aiutare David con il suo prossimo articolo.

## Tutto si aggiusta
- Titolo originale: The Fix Is In
- Diretto da: Victor Gonzalez
- Scritto da: Robb Chavis

### Trama
Quando Freddy si lamenta di essere trattato come un bambino, Frasier gli suggerisce di aiutarlo con le riparazioni dell'appartamento, ma le cose si complicano quando le nevrosi di Frasier, e la sua età, lo raggiungono. Nel frattempo, dopo che cinque assistenti didattici consecutivi hanno lasciato Alan, Olivia gli assegna allegramente David.

## Il gioco delle renne
- Titolo originale: Reindeer Games
- Diretto da: Kelsey Grammer
- Scritto da: Janene Lin, Jenna Martin e Naima Pearce

### Trama
Alla vigilia di Natale, Freddy fa di tutto per essere lì per Frasier, che sta affrontando la morte di Martin organizzando una festa sontuosa, ed Eve, che si nasconde a casa affrontando la propria perdita. Alan e David escogitano un gioco di società sorprendentemente divertente, mentre Olivia si ritrova coinvolta in un affascinante cliché natalizio con il collega di Freddy, Moose. Quando Frasier raggiunge un punto di rottura, il dono di Freddy finalmente arriva sotto forma del vecchio amico di Frasier, Roz Doyle.